# دهه ۶۰۰ (میلادی)

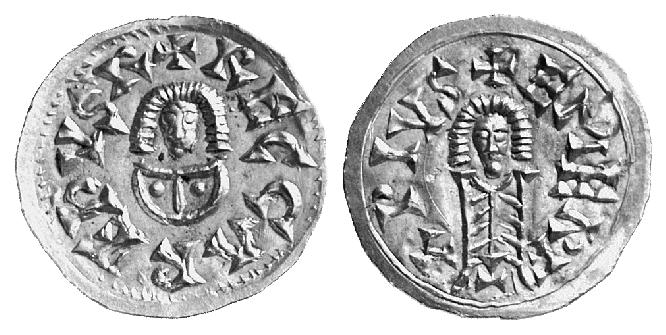
Coins of the King Recared

دهه ۶۰۰ (میلادی) دهه شصتم تقویم میلادی است.

## درگذشتگان
‎